# Marlène Saldana
Pour les articles homonymes, voir Saldana.
Marlène Saldana, née le 6 novembre 1978 à Lyon, est une comédienne, danseuse et performeuse française.

## Biographie

### Formation
Marlène Saldana est originaire de Lyon, à Tassin-la-Demi-Lune, dans une famille dont la mère est infirmière et élève ses deux filles seule,. Après un bac A3 (lettres-arts, option théâtre) préparé au lycée de Saint-Just, elle prend des cours de théâtre à La Scène sur Saône, à Lyon, qui lui donne une formation très libre de la scène et du répertoire, puis fait un stage auprès d'Alain Françon.

### Carrière de comédienne et performeuse
Marlène Saldana vit alors de petits engagements théâtraux et spectacles pour enfants, avant de faire la rencontre d'Hugo Lagomarsino, spécialiste argentin du théâtre de marionnettes. Elle travaille ensuite avec Yves-Noël Genod ou avec la Compagnie du Zerep (Sophie Perez et Xavier Boussiron), et enchaine les collaborations notables avec Daniel Jeanneteau, Jonathan Capdevielle, Théo Mercier, Gaëlle Bourges, Élise Vigier et Marcial Di Fonzo Bo. Elle est également danseuse pour Boris Charmatz puis Jérôme Bel. Elle collabore depuis 2010 avec Jonathan Drillet au sein de leur collectif « The United Patriotic Squadrons of Blessed Diana », ainsi qu'avec Jeanne Balibar au cinéma.
Sa carrière au cinéma est marquée par de nombreux rôles auprès de Christophe Honoré, qui la dirige également sur la scène du théâtre de l'Odéon en 2019 dans Les Idoles où elle incarne le rôle, particulièrement remarqué par l'ensemble de la critique, de Jacques Demy,,,,. A nouveau, Christophe Honoré la dirige en 2022 dans Le Ciel de Nantes, pièce d'autofiction dans laquelle elle tient le rôle de la grand-mère du réalisateur, Odette (dite "Kiki").

## Spectacles

### Théâtre
- 2006 : Elle court, dans la poussière, la rose de Balzac d'Yves-Noël Genod, Ménagerie de verre
- 2007 : La Descendanse d'Yves-Noël Genod, Sujet à vif Festival d'Avignon
- 2008 : Gombrowiczshow de Sophie Perez et Xavier Boussiron d'après Witold Gombrowicz, Cie du Zerep, Théâtre national de Chaillot
- 2008 : Blektre d'Yves-Noël Genod, Actoral Marseille
- 2009 : Le Prix Kadhafi - Trilogie de Jonathan Drillet et Marlène Saldana - UPSBD, Park Avenue Armory New York, Centre Georges Pompidou, Festival Artdanthé
- 2009 : Armory Show de Brennan Gerard et Ryan Kelly, Park Avenue Armory New York
- 2009 : Last Dance de Brennan Gerard et Ryan Kelly, Dixon Place New York
- 2010 : Un alligator Deux alligators Ohé Ohé de Jonathan Drillet et Marlène Saldana - UPSBD, Danse Elargie Théâtre de la Ville
- 2010 : Déjà, Mourir, c'est pas facile de Jonathan Drillet et Marlène Saldana - UPSBD, Festival Belluard de Fribourg
- 2010 : Rien n'est beau. Rien n'est gai. Rien n'est propre. Rien n'est riche. Rien n'est clair. Rien n'est agréable. Rien ne sent bon. Rien n'est joli. d'Yves-Noël Genod, Ménagerie de verre, Musée de la Danse
- 2010 : Hamlet  d'Yves-Noël Genod, Ménagerie de verre
- 2011 : Oncle Gourdin de Sophie Perez et Xavier Boussiron, Cie du Zerep, Festival d'Avignon, Théâtre du Rond-Point
- 2011 : Bulbus d'Anja Hilling, mise en scène Daniel Jeanneteau, Théâtre national de la Colline
- 2011 : 1er avril d'Yves-Noël Genod, Charleroi/Danses
- 2011 : - je peux / - oui d'Yves-Noël Genod, Théâtre de la Cité internationale
- 2011 : Dormir sommeil profond de Jonathan Drillet et Marlène Saldana - UPSBD, Théâtre de Gennevilliers
- 2011 : Popydog de Jonathan Capdevielle et Marlène Saldana, Centre national de la danse
- 2012 : Je m'occupe de vous personnellement d'Yves-Noël Genod, Théâtre du Rond-Point
- 2012 : Chic by Accident d'Yves-Noël Genod, Ménagerie de verre
- 2012 : La Coupe Bruce de Jonathan Capdevielle et Marlène Saldana, Centre Georges Pompidou
- 2013 : Prélude à l'agonie de Sophie Perez et Xavier Boussiron, Cie du Zerep, Théâtre du Rond-Point, Les Subsistances
- 2013 : Fuyons sous la spirale de l'escalier profond de Jonathan Drillet et Marlène Saldana, Ménagerie de verre
- 2014 : Du futur faisons table rase de Théo Mercier, MAC de Créteil, Théâtre Nanterre-Amandiers
- 2015 : Fin de l'Histoire de Christophe Honoré, Théâtre national de la Colline
- 2015 : Biopigs de Sophie Perez et Xavier Boussiron, Cie du Zerep, Théâtre Nanterre-Amandiers, Théâtre du Rond-Point
- 2015 : Gala de Jérôme Bel, Théâtre de la Ville
- 2015 : Grinshorn et Wespenmaler de Margret Kreidl, mise en scène Jonathan Drillet et Marlène Saldana, Actoral Marseille et Montpellier
- 2017 : La Fille du collectionneur de Théo Mercier, Théâtre Nanterre-Amandiers
- 2017 : Babarman, mon royaume pour un cirque de Sophie Perez et Xavier Boussiron, Cie du Zerep, Théâtre Nanterre-Amandiers
- 2017 : Reflets de France de Jonathan Drillet et Marlène Saldana, The UPSBD, TAP Poitiers, Scène nationale d'Orléans
- 2017 : Le Sacre du Printemps Arabe de Jonathan Drillet et Marlène Saldana, Centre National de la Danse
- 2018 : Les Idoles de Christophe Honoré, théâtre de l'Odéon – Jacques Demy et Liz Taylor
- 2018 : Purge, Baby, Purge  de Sophie Perez et Xavier Boussiron d'après Georges Feydeau, Cie du Zerep, Théâtre Nanterre-Amandiers
- 2018 : Les Chauves-Souris du volcan de Sophie Perez, Cie du Zerep, Charleroi/Danses, Centre Georges Pompidou
- 2018 : Front contre front / 22 / Castors (puisque tout est fini), de Marlène Saldana, Gaëlle Bourges, Mickaël Phelippeau et Jonathan Drillet
- 2020 : Le Royaume des Animaux de Roland Schimmelpfennig, mise en scène Élise Vigier et Marcial Di Fonzo Bo, Comédie de Caen
- 2021: Le Ciel de Nantes de Christophe Honoré, Théâtre de l'Odéon
- 2021: Showgirl de Marlène Saldana et Jonathan Drillet
- 2022 : La vengeance est un plat de Sophie Perez[8]

### Danse
- 2009 : Itinéraire d'un danseur grassouillet de Thomas Lebrun
- 2014 : Manger de Boris Charmatz, Musée de la Danse, Ruhrtriennale
- 2015 : Gala de Jérôme Bel
- 2015 : 20 danseurs pour le XXe siècle de Boris Charmatz, Tate Modern, Staatsoper Hambourg, Reina Sofía, MAC/VAL, MUCEM
- 2016 : Danse de nuit de Boris Charmatz
- 2017 : 10000 gestes de Boris Charmatz
- 2018 : La Ruée de Boris Charmatz
- 2019 : Distances d'Ashley Chen
- 2021: La Ronde de Boris Charmatz
- 2022 : 20 danseurs pour le XXe siècle et plus encore de Boris Charmatz

### Performance
- 2008 : Pourquoi être artiste quand on peut appeler son chat angora Orson et son caniche Muddy Waters ? de Jonathan Drillet et Marlène Saldana
- 2009 : Yves Mourousi de Jonathan Drillet et Marlène Saldana
- 2009 : Exhausted de Jonathan Drillet et Marlène Saldana
- 2009 : Je vais à la messe avec l'O.A.S. de Jonathan Drillet et Marlène Saldana
- 2009 : La Bataille d'Azincourt de Jonathan Drillet et Marlène Saldana
- 2010 : The Delco Head de Jonathan Drillet et Marlène Saldana
- 2010 : Combat de reines : Finale cantonale de Thomas Ferrand
- 2010 : Les Entretiens de Valois de Jonathan Drillet et Marlène Saldana
- 2015 : Écarte la gardine, tu verras le proscénium de Sophie Perez
- 2019 : Modern Living de Gerard et Kelly, Festival d'Automne Villa Savoye

## Filmographie
- 2009 : Machination (court métrage) de Martin Le Chevallier – Juliette Perea
- 2013 : Le Jardin d'Attila (court métrage) d'Arnaud Demanche –
- 2013 : Par exemple, Électre, de Jeanne Balibar et Pierre Léon – responsable Arte
- 2014 : Métamorphoses de Christophe Honoré – Salmacis
- 2016 : Les Malheurs de Sophie de Christophe Honoré – Madame de Rosbourg
- 2016 : Orpheline d'Arnaud des Pallières –
- 2018 : Boomerang de Nicole Borgeat – Berivan Xani / Théo Bottéron
- 2018 : Plaire, aimer et courir vite de Christophe Honoré – l'actrice
- 2019 : Merveilles à Montfermeil de Jeanne Balibar – Marylin Bouazzi
- 2024 : Marcello mio de Christophe Honoré - la photographe

## Distinctions
- Prix du syndicat de la critique 2019 : meilleure comédienne pour Les Idoles